# Finale della Coppa dei Campioni 1986-1987
La finale della 32ª edizione di Coppa dei Campioni è stata disputata il 27 maggio 1987 al Prater Stadion di Vienna tra Bayern Monaco e Porto. All'incontro hanno assistito circa 57 500 spettatori. La partita, arbitrata dal belga Alexis Ponnet, ha visto la vittoria per 2-1 del club lusitano.

## Le squadre
| Squadre       | Partecipazioni precedenti (il grassetto indica la vittoria) |
| ------------- | ----------------------------------------------------------- |
| Bayern Monaco | 4 (1974, 1975, 1976, 1982)                                  |
| Porto         | Nessuna                                                     |

## Il cammino verso la finale
Il Porto di Artur Jorge esordì contro i maltesi del Rabat Ajax che sconfissero agilmente vincendo la gara d'andata 9-0 e limitandosi a giocare con le riserve il ritorno, vinto 1-0. Agli ottavi di finale i cecoslovacchi del Vítkovice sconfissero il Porto in casa 1-0, ma si arresero per tre reti a zero nel ritorno allo stadio das Antas. Ai quarti il Porto affrontò i danesi del Brøndby, sconfiggendoli con un risultato aggregato di 2-1. In semifinale i sovietici della Dinamo Kiev furono sconfitti sia all'andata che al ritorno col risultato di 2-1.
Il Bayern Monaco di Udo Lattek iniziò il cammino europeo contro il PSV. Nei Paesi Bassi i bavaresi espugnarono il PSV Stadion 2-0 e poi si limitarono a condurre la gara di ritorno sullo 0-0. Agli ottavi l'Austria Vienna venne battuto con il medesimo copione, vittoria esterna per 2-0 e pari in casa al ritorno, stavolta 1-1. Ai quarti di finale l'Anderlecht, che aveva già eliminato i detentori dello Steaua Bucarest, fu sconfitto a Monaco di Baviera con un sonoro 5-0 e per la terza volta consecutiva il ritorno si concluse con un pari, 2-2. Contro il Real Madrid in semifinale il Bayern vinse 4-1 all'Olympiastadion e perse 1-0 al Bernabéu guadagnandosi l'accesso in finale.

## La partita

Juary (qui al mundialito per club 1987), subentrato all'intervallo, fu protagonista della finale dapprima servendo l'assist per il pari di Madjer e poi siglando il decisivo 2-1 che valse il trionfo del Porto.

Al Prater di Vienna, va in scena una finale che ai nastri di partenza dà per scontata la vittoria del Bayern, soprattutto a causa delle numerose assenze che lamenta il Porto. Il primo tempo è tutto di marca tedesca, che al 25' passa in vantaggio con un gol fortuito di Ludwig Kögl, abile a sfruttare un'incertezza difensiva del Porto e ad insaccare con un colpo di testa la porta sguarnita dei lusitani. I bavaresi ora volano sulle ali dell'entusiasmo e creano più di un'occasione da rete, soprattutto da Michael Rummenigge (il fratello minore del più noto Karl-Heinz), che però è molto impreciso.
Nella ripresa il tecnico Artur Jorge azzecca la mossa-partita, inserendo il brasiliano Juary al posto di Quim. L'ex calciatore di Avellino e Inter è una spina nel fianco della difesa bavarese e riesce a servire spesso Paulo Futre che però non capitalizza clamorose occasioni. Il Bayern cala e i portoghesi assumono il controllo del gioco, al 77' Futre si invola sulla fascia, serve Juary, il quale mette in mezzo per Rabah Madjer che segna un gol di tacco (guadagnandosi il soprannome di "Tacco di Allah") che vale il pareggio. Dopo meno di tre minuti proprio Madjer pennella un cross per Juary, lesto ad anticipare Jean-Marie Pfaff, che realizza il gol del 2-1 e regala la prima Coppa dei Campioni al Porto, che riporta il trofeo in Portogallo dopo 25 anni dall'ultima vittoria del Benfica.

## Tabellino
| Arbitro: | Alexis Ponnet |

|          |           |                      |
| Kögl 25’ | Marcatori | 77’ Madjer 80’ Juary |

| Bayern Monaco | Porto |

| Bayern Monaco   |    |                     |     |     |
|                 |    |                     |     |     |
| P               | 1  | Jean-Marie Pfaff    |     |     |
| D               | 2  | Helmut Winklhofer   | 65’ |     |
| D               | 3  | Hans Pflügler       |     |     |
| D               | 4  | Norbert Eder        |     |     |
| D               | 5  | Norbert Nachtweih   |     |     |
| C               | 6  | Andreas Brehme      |     |     |
| C               | 7  | Hans-Dieter Flick   |     | 82’ |
| C               | 8  | Lothar Matthäus     |     |     |
| A               | 9  | Dieter Hoeneß       |     |     |
| A               | 10 | Michael Rummenigge  |     |     |
| A               | 11 | Ludwig Kögl         |     |     |
| A disposizione: |    |                     |     |     |
| P               | 12 | Raimond Aumann      |     |     |
| D               | 13 | Uli Bayerschmidt    |     |     |
| D               | 14 | Alexander Kutschera |     |     |
| D               | 15 | Holger Willmer      |     |     |
| A               | 16 | Lars Lunde          |     | 82’ |
| Allenatore:     |    |                     |     |     |
| Udo Lattek      |    |                     |     |     |

| Porto           |    |                   |     |     |
|                 |    |                   |     |     |
| P               | 1  | Józef Młynarczyk  |     |     |
| D               | 2  | João Pinto        |     |     |
| D               | 3  | Augusto Inácio    |     | 66’ |
| D               | 4  | Eduardo Luís      |     |     |
| D               | 5  | Celso             | 62’ |     |
| C               | 6  | Quim              |     | 46’ |
| C               | 7  | Jaime Magalhães   | 35’ |     |
| A               | 8  | Rabah Madjer      |     |     |
| C               | 9  | António Sousa     | 71’ |     |
| A               | 10 | Paulo Futre       |     |     |
| C               | 11 | António André     |     |     |
| A disposizione: |    |                   |     |     |
| P               | 12 | Zé Beto           |     |     |
| A               | 13 | Juary             |     | 46’ |
| C               | 14 | António Frasco    |     | 66’ |
| A               | 15 | Walter Casagrande |     |     |
| D               | 16 | João Festas       |     |     |
| Allenatore:     |    |                   |     |     |
| Artur Jorge     |    |                   |     |     |